# Jan Hroboni

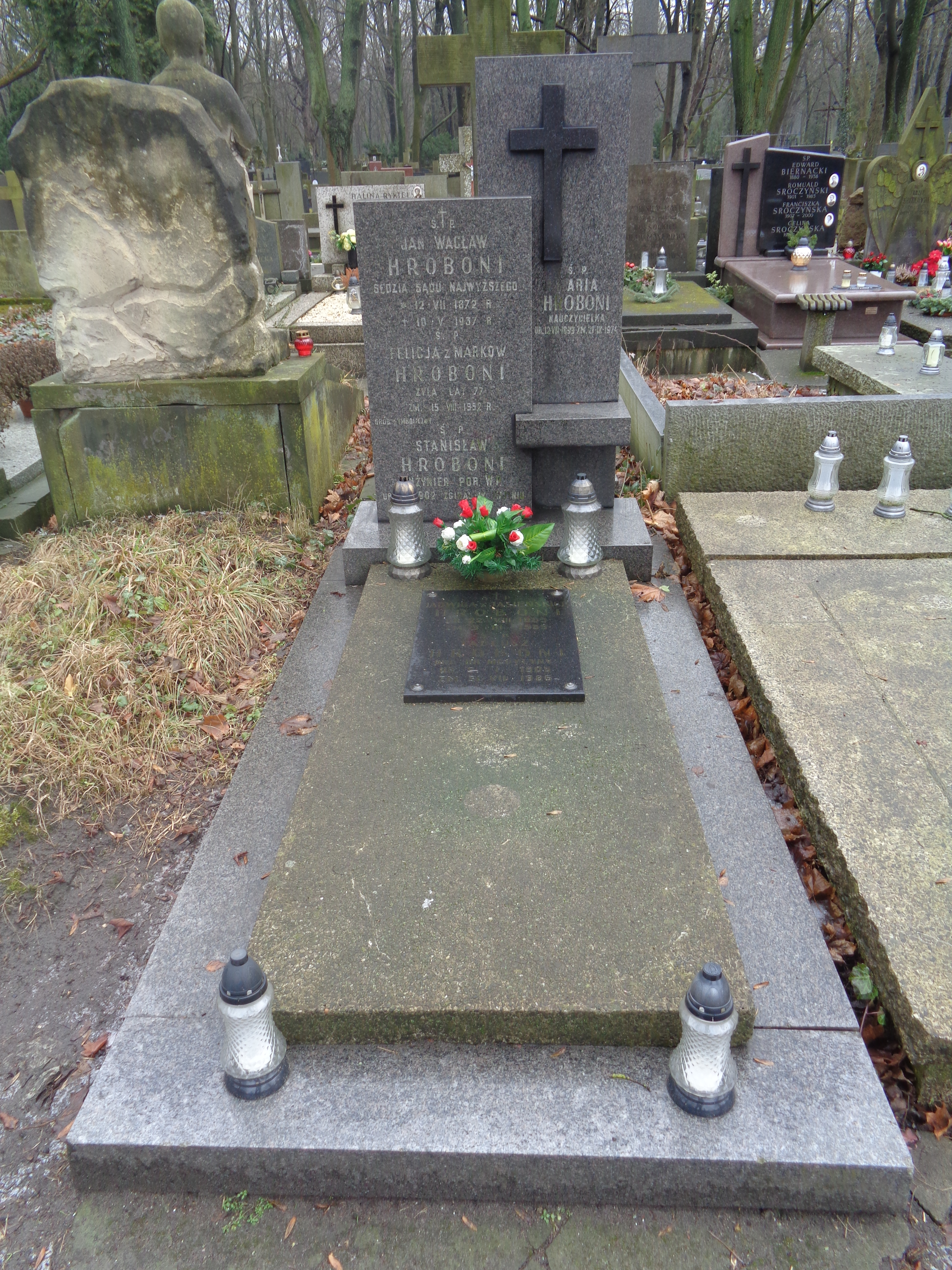
Grobowiec rodziny Jana Hroboniego

Jan Wacław Hroboni (ur. 12 lipca 1872 w Krakowie, zm. 10 maja 1937 w Warszawie) – polski prawnik, sędzia, prokurator, specjalista postępowania cywilnego.

## Życiorys
Urodził się 12 lipca 1872 w Krakowie jako syn Karola i Anieli z domu Markiewicz. Kształcił się w C.K. IV Gimnazjum we Lwowie, gdzie w 1890 ukończył VII klasę, a w 1891 zdał egzamin dojrzałości. W 1895 ukończył studia na Wydziale Prawa Uniwersytetu Lwowskiego. W okresie zaboru austriackiego w ramach autonomii galicyjskiej podjął służbę w sądownictwie Austro-Węgier. Początkowo pracował w służbie przygotowawczej przy C.K. Sądzie Obwodowym we Lwowie. Jako auskultant C.K. Wyższego Sądu Krajowego we Lwowie od około 1896 do około był przydzielony do C.K. Sądu Obwodowego w Kołomyi. W 1898 został mianowany sędzią i przydzielony do C.K. Sądu Powiatowego w Starym Samborze, po czym w tym samym roku został przeniesiony dp C.K. Sądu Obwodego w Stanisławowie, gdzie do około 1900 był adjunktem i pełnił funkcję sędziego śledczego. Na tej posadzie pracował m.in. przy sprawie zabójstwa, która stała się kanwą dramatu Stanisława Wyspiańskiego pt. Sędziowie z 1907. Od około 1900 do około 1903 był adjunktem C.K. Wyższego Sądu Krajowego we Lwowie bez oznaczenia miejsca służbowego. Od około 1903 do około 1910 był zastępcą prokuratora C.K. Prokuratorii Państwa w Stryju (początkowo Jana Scherffa, potem od około 1907 Wacława Czernego, od około 1909 Wiktora Swobody). W grudniu 1909 został przeniesiony do Birczy, gdzie od około 1910 do około 1913 w charakterze radcy był naczelnikiem  C.K. Sądu Powiatowego. Od około 1913 w randze radcy sądu krajowego sprawował stanowisko kierownika C. K: Sądu Powiatowego przy C.K. Sądzie Obwodowym w Sanoku. Do 1918 pozostawał sędzią przy tymże sądzie w randze c. k. radcy sądu krajowego. Należał do Związku Austriackich Sędziów.
Po odzyskaniu przez Polskę niepodległości wstąpił do służby sądowniczej II Rzeczypospolitej. Jako sędzia Sądu Okręgowego w Sanoku postanowieniem z 31 sierpnia 1919 otrzymał VI rangę służbową. W czasie niespełna 10-letniej służby w Sanoku wykazywał się pozytywnie swoją pracą. 7 grudnia 1922 ze stanowiska sędziego Sądu Okręgowego w Sanoku został mianowany przez Naczelnika Państwa sędzią Sądu Najwyższego z dniem 1 stycznia 1923. Pracował w Izbie Cywilnej SN w latach 20. i 30. do końca życia, brał udział w orzekaniu jako przewodniczący składu sędziowskiego SN. Na polecenie Ministerstwa Sprawiedliwości był autorem uwagi przyjętych przy kodyfikacji prawa o notariacie. Został członkiem pierwszego komitetu redakcyjnego pisma „Nowy Proces Cywilny”, powołanego w 1933 (późniejszy „Polski Proces Cywilny”). Publikował także artykuły z zakresu postępowania cywilnego w pismach „Głos Sądownictwa”, „Czasopismo Sędziowskie”, „Przegląd Sądowy”, „Gazeta Sądowa Warszawska”.
Zmarł 10 maja 1937 w Warszawie. Został pochowany w grobowcu rodzinnym na cmentarzu Powązkowskim w Warszawie 13 maja 1937 (kwatera 315-6-18).
Jego żoną była Felicja z domu Marek (zm. 1952 w wieku 77 lat). Ich dziećmi byli Stanisław (1902–1940, inżynier mechanik, oficer Wojska Polskiego, ofiara zbrodni katyńskiej), Tadeusz (1905–1986, lekarz-chirurg, powstaniec warszawski), Zofia (zm. w 1917 w wieku 9 lat). Wraz z rodziną mieszkał w Sanoku przy ulicy Jana III Sobieskiego nr 207 (pod tym samym adresem zamieszkiwała rodzina sędziego Zygfryda Gölisa).

## Odznaczenia
austro-węgierskie
- Medal Jubileuszowy Pamiątkowy dla Cywilnych Funkcjonariuszów Państwowych (przed 1914)[11][29].
- Krzyż Jubileuszowy dla Cywilnych Funkcjonariuszów Państwowych (przed 1914)[11][29].